# Belagerung von Neuss
Neuss – Héricourt – Planta – Grandson – Murten – Nancy

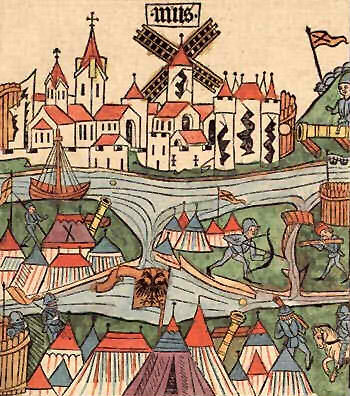
Die Belagerung von Neuss von Conradius Pfettisheim

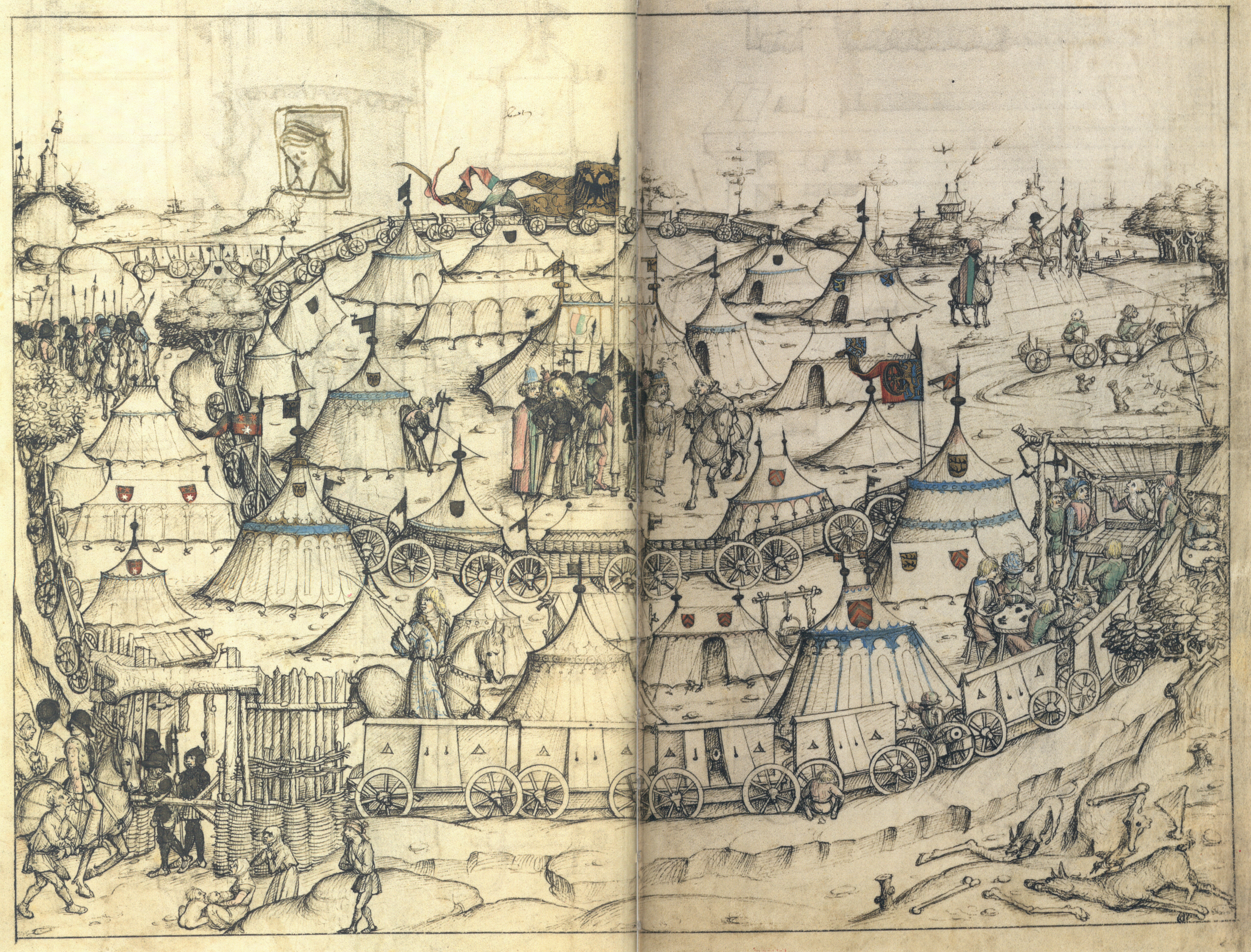
Darstellung des kaiserlichen Heerlagers vor Neuss im Hausbuch Wolfegg (um 1480). Das Bild ist kein Augenzeugenbericht, zeigt aber die zeitgenössische Kriegstechnik sehr zuverlässig.

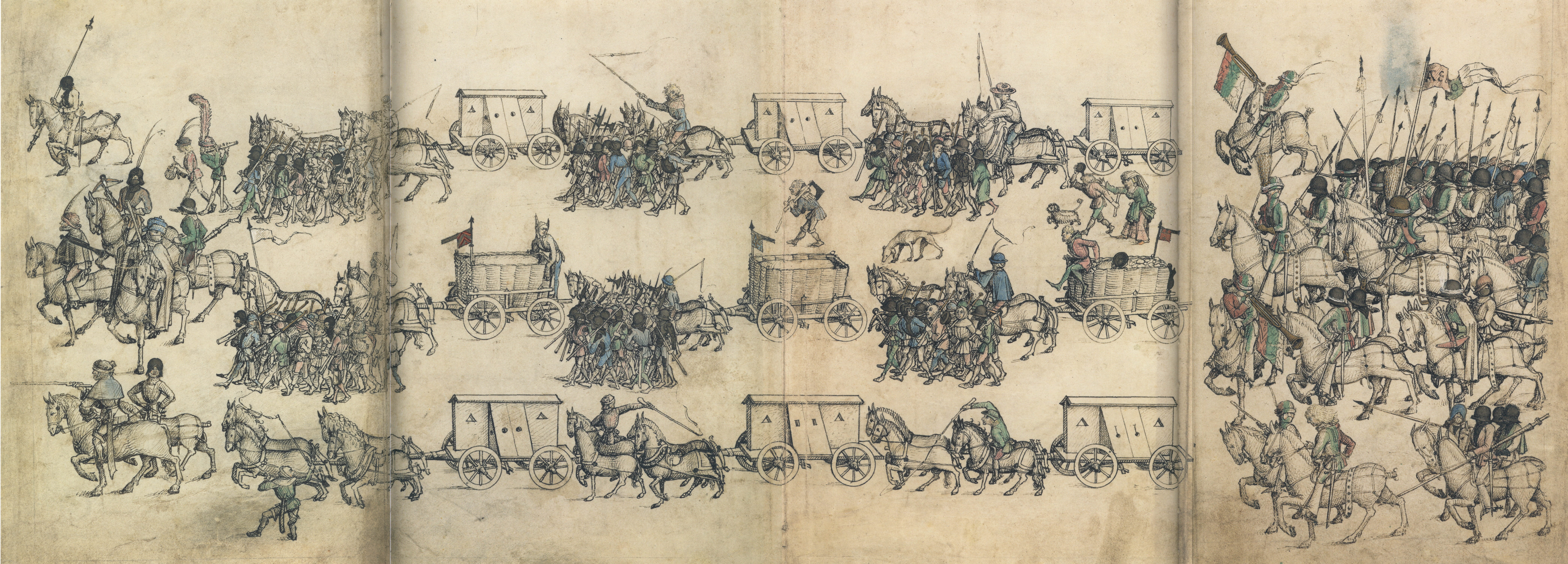
Darstellung eines zeitgenössischen Heerzuges (um 1480) im Hausbuch Wolfegg.

Die Belagerung von Neuss dauerte vom 29. Juli 1474 bis zum Ende Mai 1475. Sie war zentraler Bestandteil der Kölner Stiftsfehde und der Burgunderkriege. Der Ursprung waren Konflikte zwischen Erzbischof Ruprecht von der Pfalz und den Landständen des Erzstifts Köln. Der mit dem Erzbischof verbündete Karl der Kühne, der zudem eigene Machtinteressen verfolgte, belagerte die Stadt. Dies veranlasste Kaiser Friedrich III. zur Ausrufung eines Reichskrieges. Nach einer fast einjährigen, für beide Seiten verlustreichen Belagerung zogen sich Karl der Kühne und seine Verbündeten schließlich vor dem Reichsheer zurück.

## Vorgeschichte
Der Kölner Erzbischof Ruprecht von der Pfalz lag im Streit mit dem Kölner Domkapitel und den übrigen Landständen. 
Der Hintergrund war, dass sich nach dem Tod seines Vorgängers Dietrich II. von Moers die Landstände des Erzstifts Köln zu einer sogenannten Erblandesvereinigung zusammenschlossen. Diese hatten die neuen Erzbischöfe in ihrer Funktion als Landesherrn fortan zu beschwören. Die Erblandesvereinigung sah dabei vor, dass der Landesherr für wichtige finanzpolitische und allgemeinpolitische Fragen die Stände um Zustimmung bitten musste. Ruprecht hatte die Erblandesvereinigung beschworen, sich aber in den folgenden Jahren immer mehr von ihrem Inhalt entfernt. Stattdessen versuchte er, verpfändete Besitzungen mit Gewalt und unrechtmäßig zurückzugewinnen. Auch versuchte er, die Stadt Neuss mit Gewalt einzunehmen. Die Landstände sahen das Vorgehen des Erzbischofs als Bruch der Erblandesvereinigung an und setzten ihn ab. An dessen Stelle wählten sie Hermann von Hessen zum Stiftsverweser. Unterstützt wurden die Stände nicht zuletzt durch die Städte Köln und Neuss. 

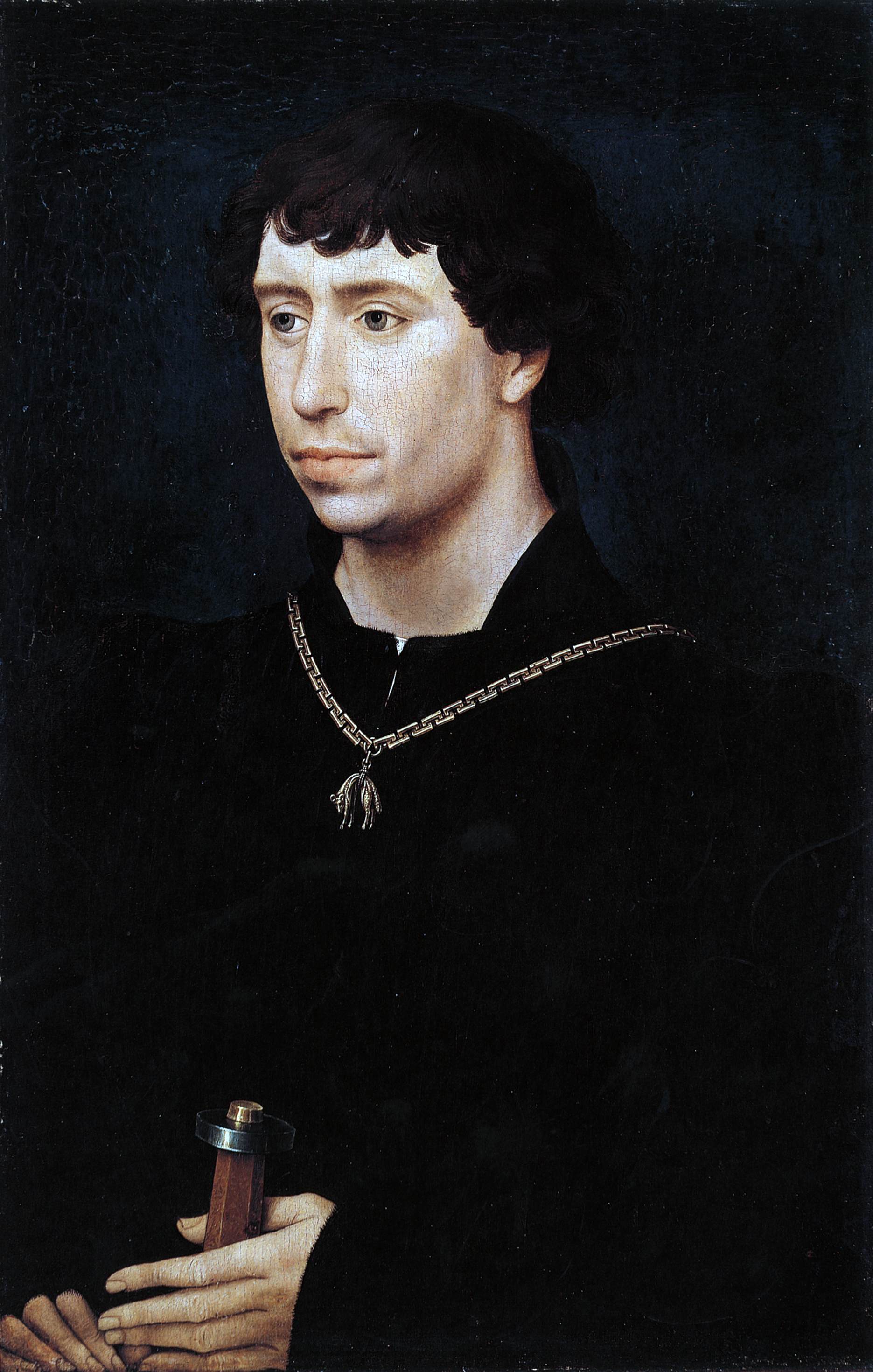
Karl der Kühne als Graf von Charolais, um 1460 mit dem Orden vom Goldenen Vlies
Das Gemälde wird Rogier van der Weyden zugeschrieben. Original in Berlin, Staatliche Museen

Ruprecht seinerseits ersuchte den Herzog von Burgund Karl den Kühnen um Unterstützung und ernannte ihn zum Erbvogt des Erzstifts. Karl der Kühne sah die Gelegenheit als günstig an, in dem sich abzeichnenden Konflikt seinen Machtbereich zu Lasten des Erzstiftes weiter auszudehnen. Ein Großteil der Nachbarterritorien war schon in burgundischer Hand. Außerdem gehörte das Herzogtum Kleve-Mark zu seinen Verbündeten. Nachdem Karl der Kühne seit 1473 auch im Besitz des Herzogtums Geldern war, war die Existenz des Erzstiftes bedroht. 
Karl der Kühne marschierte mit einer Armee heran, die als eine der größten und am besten ausgestatteten der Zeit galt. Auf Seiten von Karl dem Kühnen standen Friedrich der Siegreiche von der Pfalz, Bruder von Erzbischof Ruprecht, sowie die Herzogtümer Geldern und Kleve-Mark. Die verbündeten Truppen zählten zusammen etwa 13.000 bis 20.000 Mann. 
Kurz bevor die feindliche Armee in Neuss ankam, besetzte Hermann von Hessen mit den Einheiten des Erzstiftes sowie fast 1900 hessischen Kriegsleuten die Stadt Neuss. Die Hessen bestanden aus 70 Rittern, 300 anderen Reitern und 1500 Soldaten zu Fuß. Insgesamt bestand die Zahl der Verteidiger aus etwa 4000 Mann.

## Belagerung

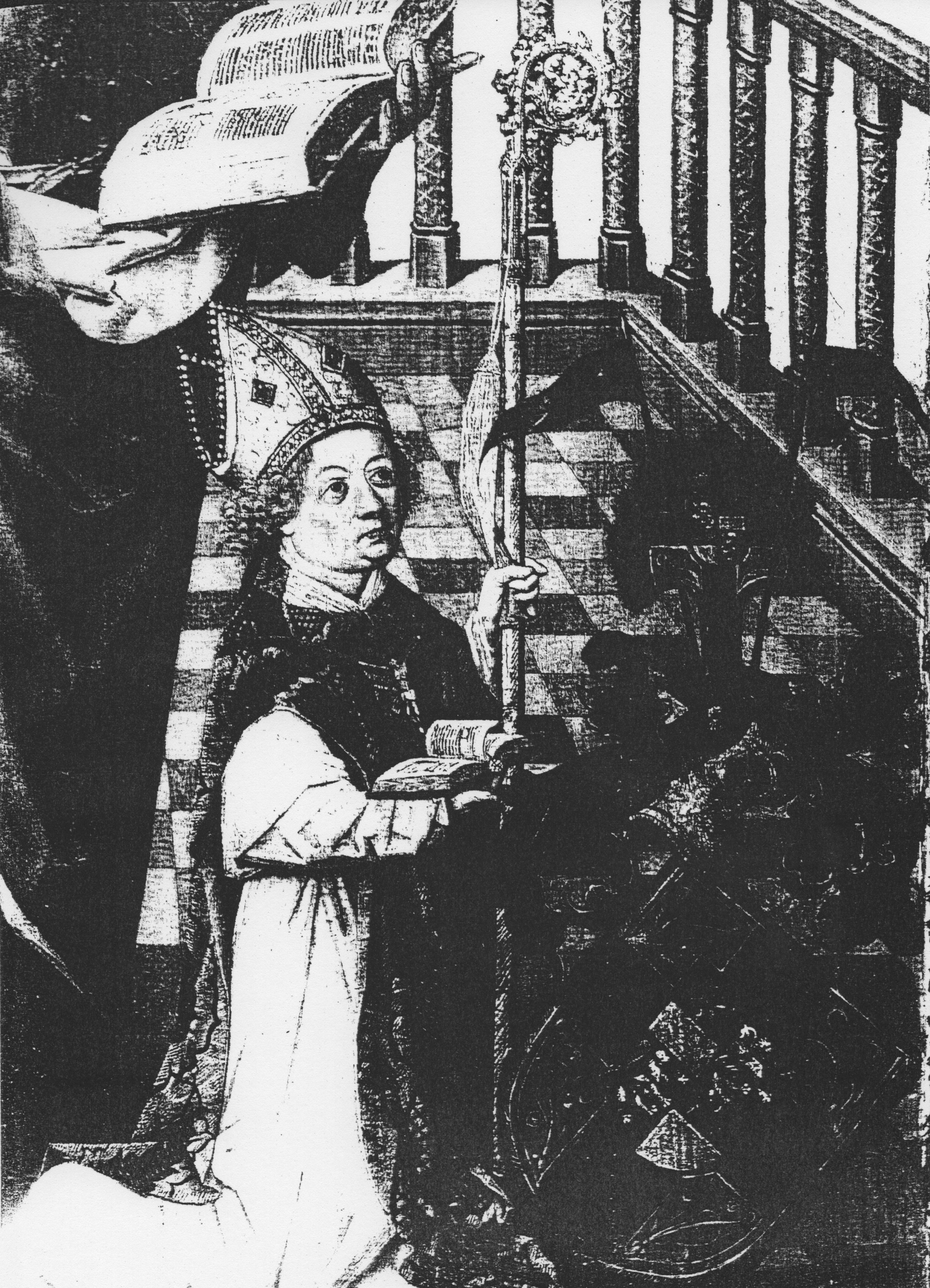
Hermann von Hessen (Darstellung um 1500)

Die Stadt Neuss war damals die wichtigste Festung des Erzstiftes. Den Kern bildete die alte Stadtmauer vom Beginn des 13. Jahrhunderts. Verstärkt worden war diese durch neuere Verteidigungsanlagen. Vor der Stadtmauer lagen zwei Gräben und ein befestigter Wall. Insgesamt war die Befestigung etwa 50 m breit. Hinzu kamen verstärkte Tore und Türme. Unmittelbar vor dem Beginn der Belagerung wurden die Befestigungen in Ordnung gebracht und noch einmal verstärkt. Mit Lebensmitteln waren die Belagerten gut versorgt. 
Seit dem 29. Juli schlossen die burgundischen Truppen die Stadt ein. Einen ersten Angriff von 6000 Reitern und Fußtruppen wehrten die Eingeschlossenen erfolgreich ab. Anfangs war der Belagerungsring im Osten noch nicht geschlossen. Mitte August hatten die Burgunder nach verlustreichen Kämpfen die Stadt gänzlich eingeschlossen. Karl der Kühne ließ vergeblich versuchen, die Wassergräben, die die Stadt umgaben, trockenzulegen um die Einwohner von der Wasserversorgung abzuschneiden. 
Ein erster Großangriff begann am 10. September 1474. Dem gingen über Wochen schwere Angriffe von Geschützen zuvor. Die Truppen der Burgunder versuchten dann, die wichtigsten Stadttore zu stürmen. Den Belagerten gelang es unter Aufbietung aller Kräfte, diesen Angriff abzuwehren. Dieser Vorstoß der Burgunder und ihrer Verbündeten war jedoch nur der Auftakt für weitere fast sechzig ähnliche Angriffe in den folgenden Monaten. Unterstützt wurden die Verteidiger dabei von den Frauen und Kindern der Stadt. Den Belagerten gelang es immer wieder, durch Ausfälle den Belagerungsring zu sprengen. Dadurch zwangen sie die verbündeten Truppen, sich wieder neu zu formieren. 
In der Stadt drohte bald das Pulver auszugehen. Zwei Boten wurden nach Köln geschickt, um Nachschub zu besorgen. Sie kamen mit 550 gut bewaffneten Männern zurück, die jeweils mit mehreren Pfund Salpeter beladen waren. Durch List und über Umwege kam die Einheit in die Stadt Neuss hinein.
In der folgenden Zeit, insbesondere im Winter, wurde deutlich, dass die Lebensmittel allmählich zu Ende gingen. Auf der anderen Seite wurden die Belagerer entgegen dem ausdrücklichen Verbot durch Kaiser Friedrich III. von Gerhard von Jülich-Berg versorgt. Seit dem Februar 1475 waren die Vorräte in der Stadt stark zurückgegangen. Hatte es zu Beginn noch hunderte Kühe gegeben, waren davon nunmehr nur noch drei übrig, deren Milch ausschließlich Kinder und Kranke bekamen. Die Einwohner versuchten, sich mit dem Sammeln von Gras, Kräutern und Schnecken zu ernähren. Nachdem die Belagerten, um Stärke zu demonstrieren, noch einmal Ritterspiele abgehalten hatten, begannen sie auch die Pferde zu schlachten. Noch Jahre später mussten die hessischen Ritter auf Entschädigung für ihre verlorenen Pferde warten.

## Reaktion des Reiches

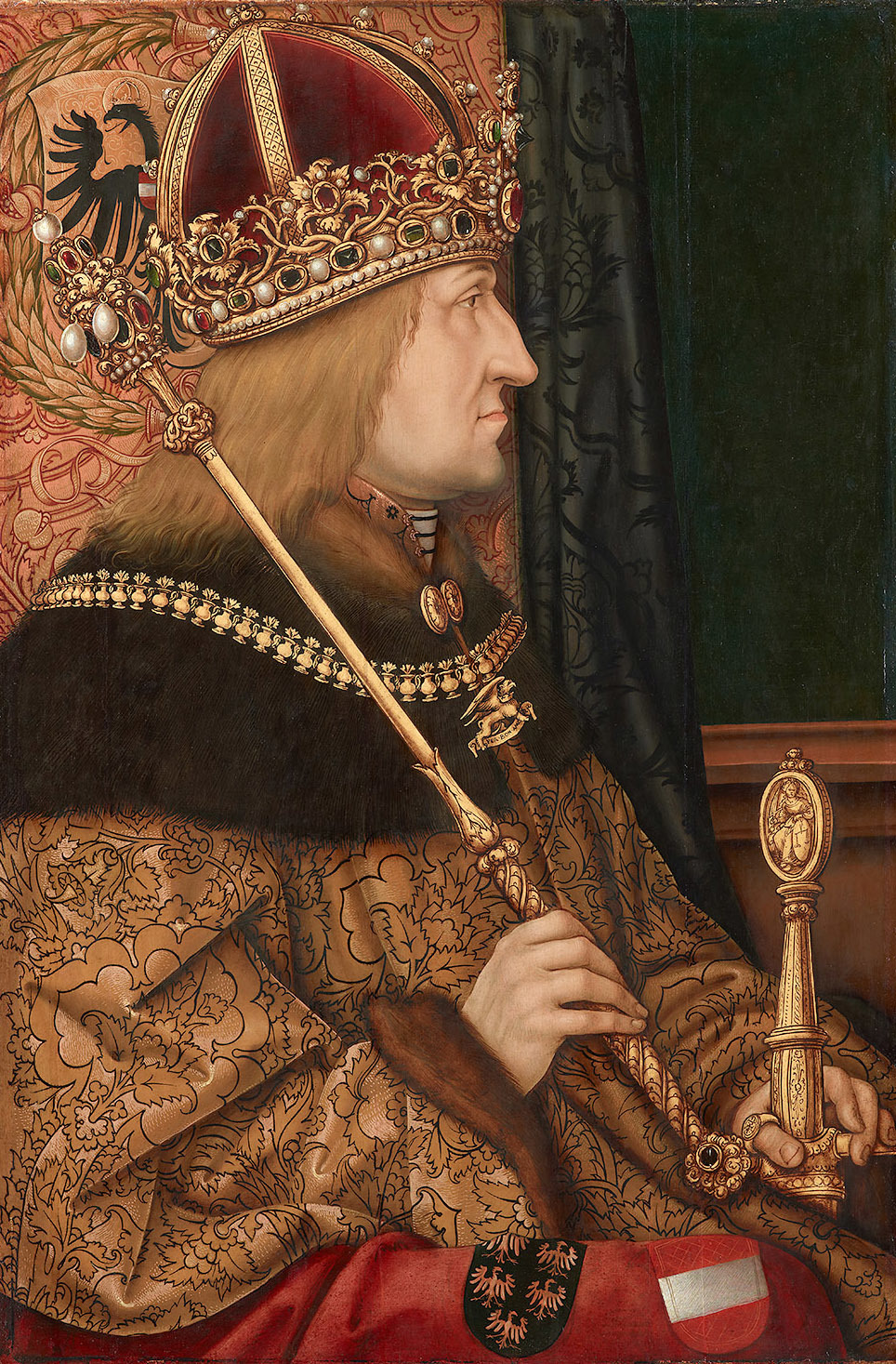
Friedrich III. (Gemälde von Hans Burgkmair d. Ä.)

Die Nachrichten über die Belagerung lösten den Eindruck einer allgemeinen Bedrohung des Heiligen Römischen Reiches aus. Angesichts der öffentlichen Stimmung entschloss sich der Kaiser zur Unterstützung der eingeschlossenen Stadt. Auf die Nachricht von der Belagerung hin ließ er Albrecht Achilles von Brandenburg und den Mainzer Erzbischof Adolf II. von Nassau mit dem Aufbau eines Reichsheeres beginnen, das sowohl zur Abwehr der Türken wie zum Kampf gegen Karl den Kühnen dienen sollte. 
Kaiser und Reichsstände erklärten den Reichskrieg gegen den Herzog von Burgund. Mit einem Entsatzheer marschierte der Kaiser Richtung Neuss. Kurz vor Weihnachten 1474 kamen die Truppen in der Nähe von Koblenz an. Inzwischen war es der Artillerie der Burgunder gelungen, die äußere Stadtmauer zu zerstören. Der Kaiser forderte daraufhin die noch zögerlichen Reichsstände auf, Truppen zu entsenden.

## Endphase der Belagerung
In Neuss selbst mussten die Verteidiger wichtige Bollwerke den Gegnern überlassen. In der Stadt wuchs die Verzweiflung und man drohte mit Übergabeverhandlungen, sollte der Entsatz nicht bald eintreffen. Auf Druck des Kaisers erhielten die Verteidiger Zuzug von Truppen aus der Stadt Köln. Nachdem die Stadt Linz am Rhein als letzte Verteidigungslinie des Erzbischofs gefallen war, konnte die kaiserliche Armee am 21. März 1475 in Köln einrücken. 
Derweil war die Lage in Neuss stark angespannt. Es drohten Unruhen. Als Folge der stetigen Angriffe durch die Belagerer wurden in den letzten Wochen allein 1000 Menschen verwundet oder getötet. In der belagerten Stadt flehten Bittprozessionen um göttliche Unterstützung. 
Das Reichsheer begann am 6. Mai von Köln aus, auf Neuss zu marschieren. Aber erst am 23. Mai näherten sich die Truppen der Stadt. Erste Gefechte führten zu Erfolgen der Kaiserlichen. 
Daraufhin zogen sich die Belagerer zurück. Am 28. Juni 1475 wurde in Köln ein Präliminarfriede geschlossen, in dem Burgund auf Neuss verzichtete.

## Folgen

Im Jahr 1550 wurden das alte (silbernes Kreuz auf rotem Schild) und neue Wappen (goldener doppelköpfiger Adler auf schwarzem Schild) in einem Schild vereinigt. Gekrönt wird es durch die Kaiserkrone.

Verschiedene Quellen nennen unterschiedliche Zahlen für die Verluste. Die Verluste der Verteidiger schwanken zwischen 700 und 3000. Dagegen sollen die Burgunder und ihre Verbündeten 10.000 Mann verloren haben. Große Teile der Stadt lagen in Trümmern und die Schulden belasteten die Stadtkasse noch für Generationen.
Als Dank für die dem Reich geleisteten Dienste verlieh der Kaiser der Stadt Neuss zahlreiche Privilegien. Darunter war auch ein neues Wappen mit kaiserlichen Symbolen, nämlich dem goldenen Adler und der kaiserlichen Krone, die zu der Zeit neben Neuss nur Amsterdam auf dem Wappen tragen durfte. Die Stadt erhielt das Münzrecht und Anteile an Zolleinnahmen. Auch weitere Jahrmärkte wurden bewilligt. 
Der Stadtschreiber Christianus Wierstraet hat diese Belagerung genau in seiner Reimchronik festgehalten.